# Gatorna tillhör oss
Gatorna tillhör oss är svenske Love Antells debutalbum som soloartist, utgivet 25 april 2012 på skivbolaget Startracks.
Från skivan släpptes låten "Stjärna där" som singel.

## Låtlista
1. "Ormberget" – 3:27
2. "Stjärna där" – 4:28
3. "Kastar sten" – 5:18
4. "Du växer upp" – 5:01
5. "Barnens ö" – 4:43
6. "Genom natten" – 4:52
7. "Vi är nu" – 3:56
8. "Sluta aldrig" – 5:18
9. "Under bron" – 3:42
10. "Gatorna tillhör oss" – 5:03

### LP-versionen
Sida A
1. "Ormberget" – 3:27
2. "Stjärna där" – 4:28
3. "Kastar sten" – 5:18
4. "Du växer upp" – 5:01
5. "Barnens ö" – 4:43

Sida B
1. "Genom natten" – 4:52
2. "Vi är nu" – 3:56
3. "Sluta aldrig" – 5:18
4. "Under bron" – 3:42
5. "Gatorna tillhör oss" – 5:03

## Mottagande
Gatorna tillhör oss har medelbetyget 3,4/5 på sajten Kritiker.se, som sammanställer bland annat skivrecensioner, baserat på 21 recensioner.

### Fotnoter
1. ↑  ”Gatorna tillhör oss”. Discogs.com. http://www.discogs.com/Love-Antell-Gatorna-Tilh%C3%B6r-Oss/release/3769448. Läst 13 september 2012.
2. ↑  ”Stjärna där”. Itunes.com. http://itunes.apple.com/se/album/stjarna-dar-single/id508924077. Läst 13 september 2012.
3. ↑  ”Gatorna tillhör oss”. Kritiker.se. http://kritiker.se/skivor/love-antell/gatorna-tillhor-oss/. Läst 13 september 2012.